# Список астероїдів (3601—3700)
| Назва                                | Тимчасове позначення | Дата відкриття    | Місце відкриття                      | Відкривач                                                  |
| ------------------------------------ | -------------------- | ----------------- | ------------------------------------ | ---------------------------------------------------------- |
| 3601 Веліхов (Velikhov)              | 1979 SP9             | 22 вересня 1979   | КрАО                                 | Черних Микола Степанович                                   |
| 3602 Ладзаро (Lazzaro)               | 1981 DQ2             | 28 лютого 1981    | Обсерваторія Сайдинг-Спрінг          | Ш. Дж. Бас                                                 |
| 3603 Ґайдушек (Gajdusek)             | 1981 RM              | 5 вересня 1981    | Обсерваторія Клеть                   | Ладіслав Брожек                                            |
| 3604 Берхуійсен (Berkhuijsen)        | 5550 P-L             | 17 жовтня 1960    | Паломарська обсерваторія             | К. Й. ван Гаутен, І. ван Гаутен-Ґроневельд, Т. Герельс     |
| 3605 Дейві (Davy)                    | 1932 WB              | 28 листопада 1932 | Королівська обсерваторія Бельгії     | Ежен Жозеф Дельпорт                                        |
| 3606 Похйола (Pohjola)               | 1939 SF              | 19 вересня 1939   | Турку                                | Ірйо Вяйсяля                                               |
| 3607 Наніва (Naniwa)                 | 1977 DO4             | 18 лютого 1977    | Обсерваторія Кісо                    | Хірокі Косаї, Кіїтіро Фурукава                             |
| 3608 Катаєв (Kataev)                 | 1978 SD1             | 27 вересня 1978   | КрАО                                 | Черних Людмила Іванівна                                    |
| 3609 Лілокетай (Liloketai)           | 1980 VM1             | 13 листопада 1980 | Обсерваторія Цзицзіньшань            | Обсерваторія Червона Гора                                  |
| 3610 Декампос (Decampos)             | 1981 EA1             | 5 березня 1981    | Обсерваторія Ла-Сілья                | Анрі Дебеонь, Джованні де Санктіс                          |
| 3611 Дабу (Dabu)                     | 1981 YY1             | 20 грудня 1981    | Обсерваторія Цзицзіньшань            | Обсерваторія Червона Гора                                  |
| 3612 Піл (Peale)                     | 1982 TW              | 13 жовтня 1982    | Станція Андерсон-Меса                | Едвард Бовелл                                              |
| 3613 Куньлунь (Kunlun)               | 1982 VJ11            | 10 листопада 1982 | Обсерваторія Цзицзіньшань            | Обсерваторія Червона Гора                                  |
| 3614 Тюмілті (Tumilty)               | 1983 AE1             | 12 січня 1983     | Станція Андерсон-Меса                | Норман Томас                                               |
| 3615 Сафронов (Safronov)             | 1983 WZ              | 29 листопада 1983 | Станція Андерсон-Меса                | Едвард Бовелл                                              |
| 3616 Ґлазунов (Glazunov)             | 1984 JJ2             | 3 травня 1984     | КрАО                                 | Журавльова Людмила Василівна                               |
| 3617 Ейхер (Eicher)                  | 1984 LJ              | 2 червня 1984     | Станція Андерсон-Меса                | Браян Скіфф                                                |
| 3618 Купрін (Kuprin)                 | 1979 QP8             | 20 серпня 1979    | КрАО                                 | Черних Микола Степанович                                   |
| 3619 Неш (Nash)                      | 1981 EU35            | 2 березня 1981    | Обсерваторія Сайдинг-Спрінг          | Ш. Дж. Бас                                                 |
| 3620 Платонов (Platonov)             | 1981 RU2             | 7 вересня 1981    | КрАО                                 | Карачкіна Людмила Георгіївна                               |
| 3621 Кертіс (Curtis)                 | 1981 SQ1             | 26 вересня 1981   | Станція Андерсон-Меса                | Норман Томас                                               |
| 3622 Ільїнський (Ilinsky)            | 1981 SX7             | 29 вересня 1981   | КрАО                                 | Журавльова Людмила Василівна                               |
| 3623 Чаплін (Chaplin)                | 1981 TG2             | 4 жовтня 1981     | КрАО                                 | Карачкіна Людмила Георгіївна                               |
| 3624 Міронов (Mironov)               | 1982 TH2             | 14 жовтня 1982    | КрАО                                 | Журавльова Людмила Василівна, Карачкіна Людмила Георгіївна |
| 3625 Фракасторо (Fracastoro)         | 1984 HZ1             | 27 квітня 1984    | Обсерваторія Ла-Сілья                | В. Феррері                                                 |
| 3626 Осакі (Ohsaki)                  | 1929 PA              | 4 серпня 1929     | Обсерваторія Гейдельберг-Кеніґштуль  | Макс Вольф                                                 |
| 3627 Сейєрс (Sayers)                 | 1973 DS              | 28 лютого 1973    | Гамбурзька обсерваторія              | Любош Когоутек                                             |
| 3628 Божнемцова (Boznemcova)         | 1979 WD              | 25 листопада 1979 | Обсерваторія Клеть                   | Зденька Ваврова                                            |
| 3629 Лебедінський (Lebedinskij)      | 1982 WK              | 21 листопада 1982 | Обсерваторія Клеть                   | Антонін Мркос                                              |
| 3630 Любомир (Lubomir)               | 1984 QN              | 28 серпня 1984    | Обсерваторія Клеть                   | Антонін Мркос                                              |
| 3631 Сіґюн (Sigyn)                   | 1987 BV1             | 25 січня 1987     | Обсерваторія Ла-Сілья                | Ерік Вальтер Ельст                                         |
| 3632 Ґрачевка (Grachevka)            | 1976 SJ4             | 24 вересня 1976   | КрАО                                 | Черних Микола Степанович                                   |
| 3633 Міра (Mira)                     | 1980 EE2             | 13 березня 1980   | Астрономічний комплекс Ель-Леонсіто  | Обсерваторія Фелікса Аґілара                               |
| 3634 Іван (Iwan)                     | 1980 FV              | 16 березня 1980   | Обсерваторія Ла-Сілья                | Клаес-Інґвар Лаґерквіст                                    |
| 3635 Kreutz                          | 1981 WO1             | 21 листопада 1981 | Обсерваторія Калар-Альто             | Любош Когоутек                                             |
| 3636 Пайдушакова (Pajdusakova)       | 1982 UJ2             | 17 жовтня 1982    | Обсерваторія Клеть                   | Антонін Мркос                                              |
| 3637 О'Міра (O'Meara)                | 1984 UQ              | 23 жовтня 1984    | Станція Андерсон-Меса                | Браян Скіфф                                                |
| 3638 Девіс (Davis)                   | 1984 WX              | 20 листопада 1984 | Станція Андерсон-Меса                | Едвард Бовелл                                              |
| 3639 Вайденшилінг (Weidenschilling)  | 1985 TX              | 15 жовтня 1985    | Станція Андерсон-Меса                | Едвард Бовелл                                              |
| 3640 Ґостін (Gostin)                 | 1985 TR3             | 11 жовтня 1985    | Паломарська обсерваторія             | Керолін Шумейкер                                           |
| 3641 Вільямс Бей (Williams Bay)      | A922 WC              | 24 листопада 1922 | Вільямс Бей                          | Джордж Ван-Бісбрук                                         |
| 3642 Фріден (Frieden)                | 1953 XL1             | 4 грудня 1953     | Зоннеберзька обсерваторія            | Герта Ґесснер                                              |
| 3643 Tienchanglin                    | 1978 UN2             | 29 жовтня 1978    | Обсерваторія Цзицзіньшань            | Обсерваторія Червона Гора                                  |
| 3644 Кодзітаку (Kojitaku)            | 1931 TW              | 5 жовтня 1931     | Обсерваторія Гейдельберг-Кеніґштуль  | К. В. Райнмут                                              |
| 3645 Фабіні (Fabini)                 | 1981 QZ              | 28 серпня 1981    | Обсерваторія Клеть                   | Антонін Мркос                                              |
| 3646 Адуатікес (Aduatiques)          | 1985 RK4             | 11 вересня 1985   | Обсерваторія Ла-Сілья                | Анрі Дебеонь                                               |
| 3647 Дермотт (Dermott)               | 1986 AD1             | 11 січня 1986     | Станція Андерсон-Меса                | Едвард Бовелл                                              |
| 3648 Раффінетті (Raffinetti)         | 1957 HK              | 24 квітня 1957    | Обсерваторія Ла-Плата                | Обсерваторія Ла-Плата                                      |
| 3649 Гвіллерміна (Guillermina)       | 1976 HQ              | 26 квітня 1976    | Астрономічний комплекс Ель-Леонсіто  | Обсерваторія Фелікса Аґілара                               |
| 3650 Куньмін (Kunming)               | 1978 UO2             | 30 жовтня 1978    | Обсерваторія Цзицзіньшань            | Обсерваторія Червона Гора                                  |
| 3651 Фрідман (Friedman)              | 1978 VB5             | 7 листопада 1978  | Паломарська обсерваторія             | Е. Гелін, Ш. Дж. Бас                                       |
| 3652 Сорос (Soros)                   | 1981 TC3             | 6 жовтня 1981     | КрАО                                 | Смирнова Тамара Михайлівна                                 |
| 3653 Климишин (Klimishin)            | 1979 HF5             | 25 квітня 1979    | КрАО                                 | Черних Микола Степанович                                   |
| 3654 AAS                             | 1949 QH1             | 21 серпня 1949    | Обсерваторія Ґете Лінка              | Університет Індіани                                        |
| 3655 Євпраксія (Eupraksia)           | 1978 SA3             | 26 вересня 1978   | КрАО                                 | Журавльова Людмила Василівна                               |
| 3656 Хемінгуей (Hemingway)           | 1978 QX              | 31 серпня 1978    | КрАО                                 | Черних Микола Степанович                                   |
| 3657 Єрмолова (Ermolova)             | 1978 ST6             | 26 вересня 1978   | КрАО                                 | Журавльова Людмила Василівна                               |
| 3658 Фелдман (Feldman)               | 1982 TR              | 13 жовтня 1982    | Станція Андерсон-Меса                | Едвард Бовелл                                              |
| 3659 Беллінгсгаузен (Bellingshausen) | 1969 TE2             | 8 жовтня 1969     | КрАО                                 | Черних Людмила Іванівна                                    |
| 3660 Лазарєв (Lazarev)               | 1978 QX2             | 31 серпня 1978    | КрАО                                 | Черних Микола Степанович                                   |
| 3661 Долматовський (Dolmatovskij)    | 1979 UY3             | 16 жовтня 1979    | КрАО                                 | Черних Микола Степанович                                   |
| 3662 Дежнев (Dezhnev)                | 1980 RU2             | 8 вересня 1980    | КрАО                                 | Журавльова Людмила Василівна                               |
| 3663 Тіссеран (Tisserand)            | 1985 GK1             | 15 квітня 1985    | Станція Андерсон-Меса                | Едвард Бовелл                                              |
| 3664 Аннерес (Anneres)               | 4260 P-L             | 24 вересня 1960   | Паломарська обсерваторія             | К. Й. ван Гаутен, І. ван Гаутен-Ґроневельд, Т. Герельс     |
| 3665 Фітцджеральд (Fitzgerald)       | 1979 FE              | 19 березня 1979   | Обсерваторія Клеть                   | Антонін Мркос                                              |
| 3666 Холман (Holman)                 | 1979 HP              | 19 квітня 1979    | Обсерваторія Серро Тололо            | Хуан Муцціо                                                |
| 3667 Анна-Марія (Anne-Marie)         | 1981 EF              | 9 березня 1981    | Станція Андерсон-Меса                | Едвард Бовелл                                              |
| 3668 Ільфпетров (Ilfpetrov)          | 1982 UM7             | 21 жовтня 1982    | КрАО                                 | Карачкіна Людмила Георгіївна                               |
| 3669 Вертинський (Vertinskij)        | 1982 UO7             | 21 жовтня 1982    | КрАО                                 | Карачкіна Людмила Георгіївна                               |
| 3670 Носкотт (Northcott)             | 1983 BN              | 22 січня 1983     | Станція Андерсон-Меса                | Едвард Бовелл                                              |
| 3671 Dionysus                        | 1984 KD              | 27 травня 1984    | Паломарська обсерваторія             | Керолін Шумейкер, Юджин Шумейкер                           |
| 3672 Стіведберг (Stevedberg)         | 1985 QQ              | 22 серпня 1985    | Станція Андерсон-Меса                | Едвард Бовелл                                              |
| 3673 Levy                            | 1985 QS              | 22 серпня 1985    | Станція Андерсон-Меса                | Едвард Бовелл                                              |
| 3674 Ербісбюль (Erbisbuhl)           | 1963 RH              | 13 вересня 1963   | Зоннеберзька обсерваторія            | Куно Гоффмайстер                                           |
| 3675 Кемстач (Kemstach)              | 1982 YP1             | 23 грудня 1982    | КрАО                                 | Карачкіна Людмила Георгіївна                               |
| 3676 Ган (Hahn)                      | 1984 GA              | 3 квітня 1984     | Станція Андерсон-Меса                | Едвард Бовелл                                              |
| 3677 Магнуссон (Magnusson)           | 1984 QJ1             | 31 серпня 1984    | Станція Андерсон-Меса                | Едвард Бовелл                                              |
| 3678 Монгманвай (Mongmanwai)         | 1966 BO              | 20 січня 1966     | Обсерваторія Цзицзіньшань            | Обсерваторія Червона Гора                                  |
| 3679 Кондрузе (Condruses)            | 1984 DT              | 24 лютого 1984    | Обсерваторія Ла-Сілья                | Анрі Дебеонь                                               |
| 3680 Саша (Sasha)                    | 1987 MY              | 28 червня 1987    | Паломарська обсерваторія             | Е. Гелін                                                   |
| 3681 Боян (Boyan)                    | 1974 QO2             | 27 серпня 1974    | КрАО                                 | Черних Людмила Іванівна                                    |
| 3682 Велзер (Welther)                | A923 NB              | 12 липня 1923     | Обсерваторія Гейдельберг-Кеніґштуль  | К. В. Райнмут                                              |
| 3683 Бауманн (Baumann)               | 1987 MA              | 23 червня 1987    | Обсерваторія Ла-Сілья                | Вернер Ландґраф                                            |
| 3684 Беррі (Berry)                   | 1983 AK              | 9 січня 1983      | Станція Андерсон-Меса                | Браян Скіфф                                                |
| 3685 Дердені (Derdenye)              | 1981 EH14            | 1 березня 1981    | Обсерваторія Сайдинг-Спрінг          | Ш. Дж. Бас                                                 |
| 3686 Антоку (Antoku)                 | 1987 EB              | 3 березня 1987    | Обсерваторія Одзіма                  | Тсунео Ніїдзіма, Такеші Урата                              |
| 3687 Дзус (Dzus)                     | A908 TC              | 7 жовтня 1908     | Обсерваторія Гейдельберг-Кеніґштуль  | Август Копф                                                |
| 3688 Навахо (Navajo)                 | 1981 FD              | 30 березня 1981   | Станція Андерсон-Меса                | Едвард Бовелл                                              |
| 3689 Yeates                          | 1981 JJ2             | 5 травня 1981     | Паломарська обсерваторія             | Керолін Шумейкер                                           |
| 3690 Ларсон (Larson)                 | 1981 PM              | 3 серпня 1981     | Станція Андерсон-Меса                | Едвард Бовелл                                              |
| 3691 Беда (Bede)                     | 1982 FT              | 29 березня 1982   | Астрономічна станція Серро Ель Робле | Луїс Ґонсалес                                              |
| 3692 Рікман (Rickman)                | 1982 HF1             | 25 квітня 1982    | Станція Андерсон-Меса                | Едвард Бовелл                                              |
| 3693 Баррінджер (Barringer)          | 1982 RU              | 15 вересня 1982   | Станція Андерсон-Меса                | Едвард Бовелл                                              |
| 3694 Шарон (Sharon)                  | 1984 SH5             | 27 вересня 1984   | Паломарська обсерваторія             | Ейрі Ґроссман                                              |
| 3695 Фіала (Fiala)                   | 1973 UU4             | 21 жовтня 1973    | Станція Андерсон-Меса                | Г. Л. Джіклас                                              |
| 3696 Геральд (Herald)                | 1980 OF              | 17 липня 1980     | Станція Андерсон-Меса                | Едвард Бовелл                                              |
| 3697 Гайгерст (Guyhurst)             | 1984 EV              | 6 березня 1984    | Станція Андерсон-Меса                | Едвард Бовелл                                              |
| 3698 Маннінг (Manning)               | 1984 UA2             | 29 жовтня 1984    | Станція Андерсон-Меса                | Едвард Бовелл                                              |
| 3699 Мілбурн (Milbourn)              | 1984 UC2             | 29 жовтня 1984    | Станція Андерсон-Меса                | Едвард Бовелл                                              |
| 3700 Ґеовілльямс (Geowilliams)       | 1984 UL2             | 23 жовтня 1984    | Паломарська обсерваторія             | Керолін Шумейкер, Юджин Шумейкер                           |

| Астероїди 1—10000 → |           |           |           |           |           |           |           |           |            |
| 1—100               | 1001—1100 | 2001—2100 | 3001—3100 | 4001—4100 | 5001—5100 | 6001—6100 | 7001—7100 | 8001—8100 | 9001—9100  |
| 101—200             | 1101—1200 | 2101—2200 | 3101—3200 | 4101—4200 | 5101—5200 | 6101—6200 | 7101—7200 | 8101—8200 | 9101—9200  |
| 201—300             | 1201—1300 | 2201—2300 | 3201—3300 | 4201—4300 | 5201—5300 | 6201—6300 | 7201—7300 | 8201—8300 | 9201—9300  |
| 301—400             | 1301—1400 | 2301—2400 | 3301—3400 | 4301—4400 | 5301—5400 | 6301—6400 | 7301—7400 | 8301—8400 | 9301—9400  |
| 401—500             | 1401—1500 | 2401—2500 | 3401—3500 | 4401—4500 | 5401—5500 | 6401—6500 | 7401—7500 | 8401—8500 | 9401—9500  |
| 501—600             | 1501—1600 | 2501—2600 | 3501—3600 | 4501—4600 | 5501—5600 | 6501—6600 | 7501—7600 | 8501—8600 | 9501—9600  |
| 601—700             | 1601—1700 | 2601—2700 | 3601—3700 | 4601—4700 | 5601—5700 | 6601—6700 | 7601—7700 | 8601—8700 | 9601—9700  |
| 701—800             | 1701—1800 | 2701—2800 | 3701—3800 | 4701—4800 | 5701—5800 | 6701—6800 | 7701—7800 | 8701—8800 | 9701—9800  |
| 801—900             | 1801—1900 | 2801—2900 | 3801—3900 | 4801—4900 | 5801—5900 | 6801—6900 | 7801—7900 | 8801—8900 | 9801—9900  |
| 901—1000            | 1901—2000 | 2901—3000 | 3901—4000 | 4901—5000 | 5901—6000 | 6901—7000 | 7901—8000 | 8901—9000 | 9901—10000 |